# 6e division de cavalerie (Empire allemand)
Pour les articles homonymes, voir 6e division.
La 6e division de cavalerie est une unité de cavalerie, partie de l'armée impériale allemande, qui participe lors de la Première Guerre mondiale aux combats du front de l'Ouest, du front de l'Est et du front roumain avant de revenir sur le front de l'Ouest. En avril 1918, elle est transformée en division de Schützen (6. Kavallerie-Schützen-Division).

## Composition

### Août 1914
- 28e brigade de cavalerie
  - 20e régiment de dragons (de)
  - 21e régiment de dragons
- 33e brigade de cavalerie
  - 9e régiment de dragons
  - 13e régiment de dragons
- 45e brigade de cavalerie 
  - 13e régiment de hussards
  - 13e régiment de chasseurs à cheval
- Détachement d'artillerie à cheval du 8e régiment d'artillerie de campagne
- 6e compagnie de mitrailleurs
- Compagnie de pionniers

## Historique

### 1914

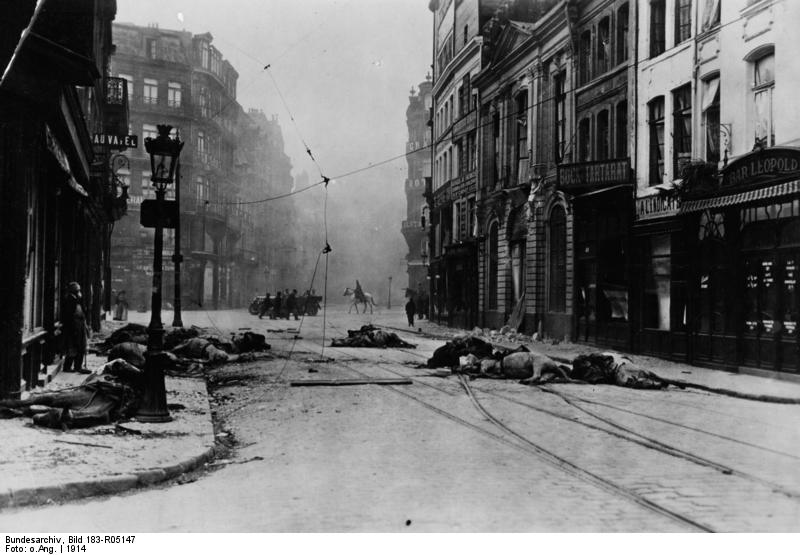
Lille après les combats, 1914.

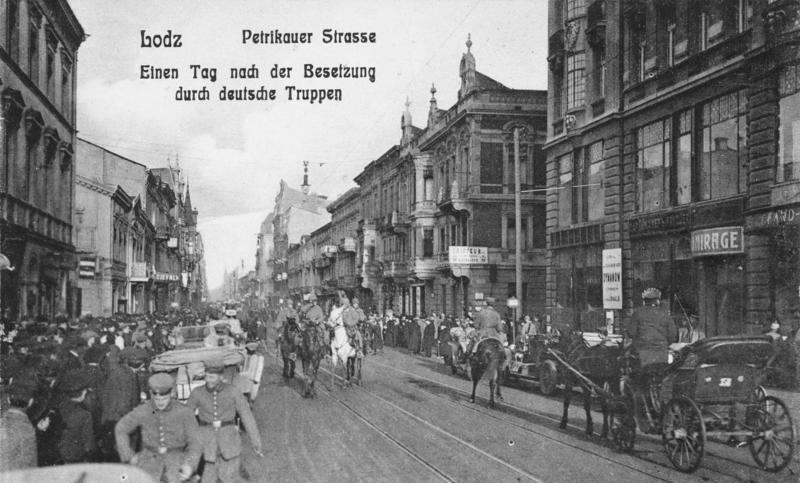
Entrée de l'armée allemande à Łódź, décembre 1914.

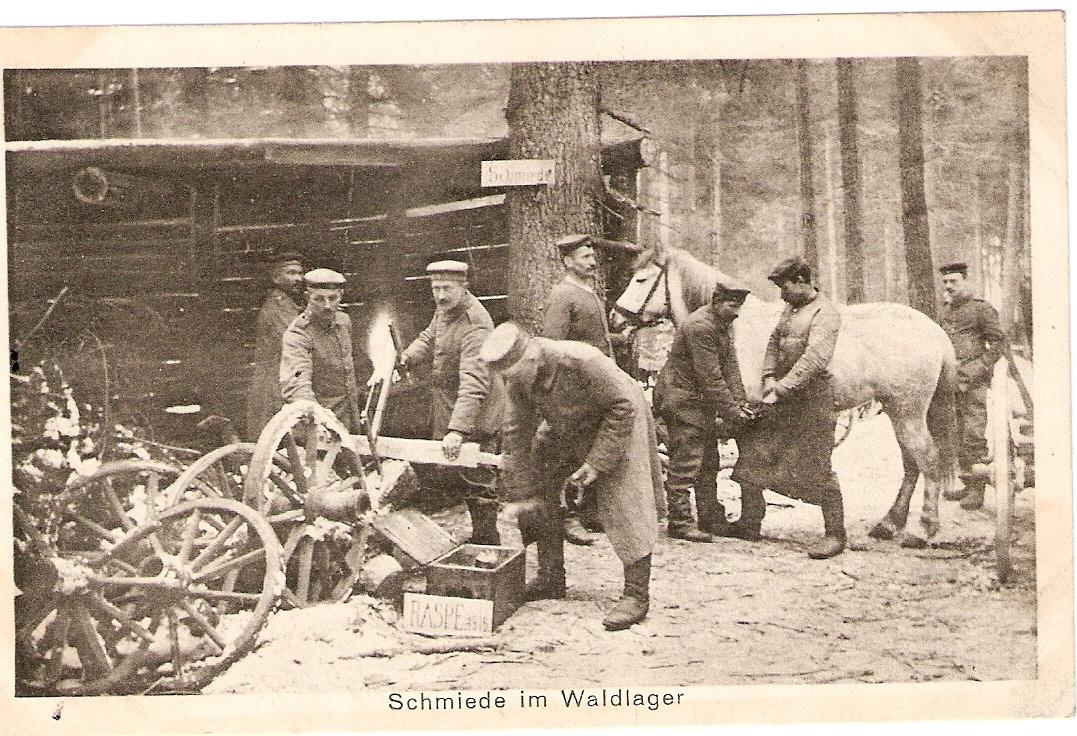
Maréchal-ferrant de l'armée allemande près de Przasnysz, 1915.

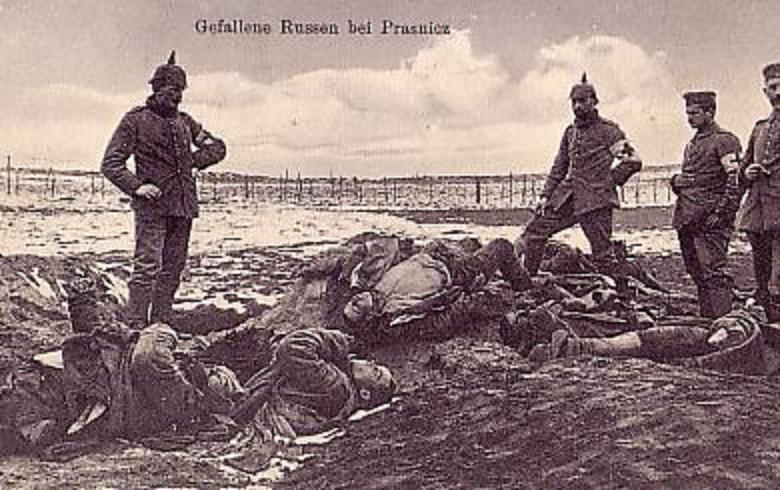
Soldats russes tués devant Przasnysz, carte postale allemande, 1915.

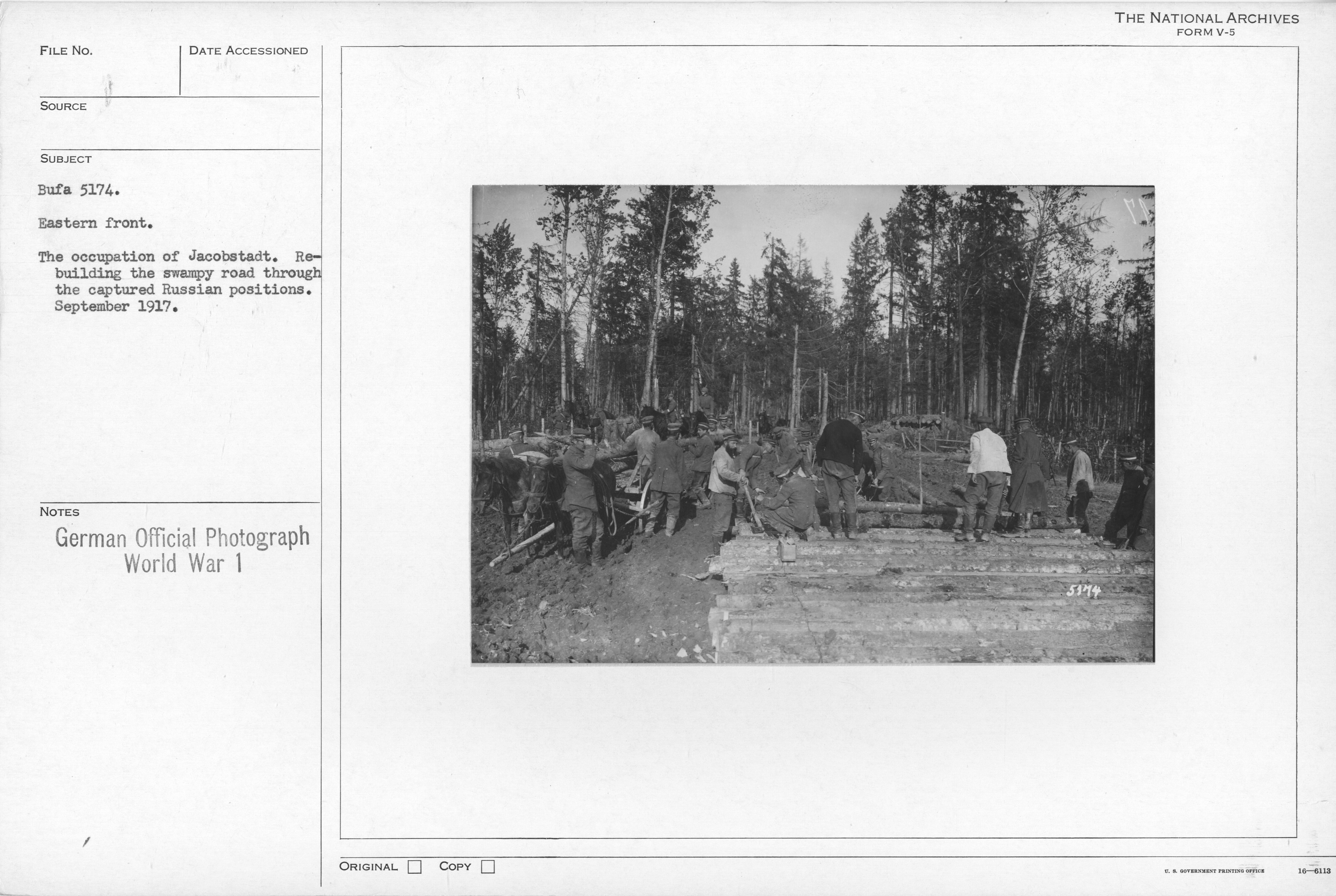
Reconstruction d'une chaussée de rondins devant Jēkabpils (Jacobstadt), septembre 1917.

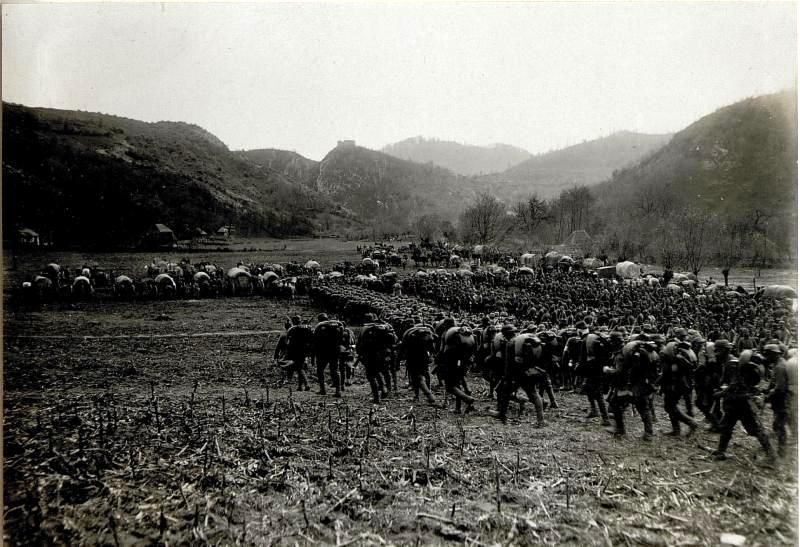
Troupes allemandes près de Petroșani, 1916.

- Lors de la mobilisation allemande de 1914, au début du conflit, la 6e division de cavalerie a pour commandant Egon von Schmettow. Elle est rattachée à la 5e armée allemande, commandée par le Kronprinz Guillaume de Prusse, sur le front de l'Ouest.
- 5 - 21 août : combats en avant-garde de la 5e armée
- 22 - 27 août : bataille des Ardennes
- 28 août - 1er septembre : combats pour le passage de la Meuse
- 2 - 3 septembre : combats autour de Varennes-en-Argonne et Montfaucon-d'Argonne
- 4 - 5 septembre : combats de poursuite à l'ouest de Verdun et en Argonne (région)
- 6 - 12 septembre : bataille de Vaubecourt-Fleury
- 17 - 24 septembre : bataille de Varennes
- 4 - 14 octobre : combats de reconnaissance en Belgique et dans le nord de la France pendant la course à la mer
- 13 octobre - 3 novembre : combats de position en Flandre française et Artois
- 15 - 28 octobre : bataille de Lille
- 30 octobre - 3 novembre : bataille d'Ypres
- 3 - 9 novembre : transport par V.F. vers le front de l'Est, rattachement à la 9e armée allemande (August von Mackensen)
- 14 - 15 novembre : bataille de Kutno
- 16 novembre - 15 décembre : offensive de Łódź
- À partir du 15 décembre : combats sur la Rawka et la Bzura

### 1915
- Jusqu'au 19 février : combats sur la Rawka et la Bzura
- 27 février : bataille de Przasnysz
- 3 - 4 mars : Chorzele, Brzeski-Kołaki et Rembielin
- 3 - 10 mars : combats sur la boucle de l'Orzyc
- 11 - 17 mars : combats de position au nord de Przasnysz
- 22 - 29 mars : combats autour de Memel et Tauragė
- 26 avril - 9 mai : offensive vers la Lituanie et la Courlande
- 9 mai - 13 juillet : combats sur la Venta et devant Ventspils
- 14 - 25 juillet : bataille de Schaulen
- 30 juillet - 4 août : bataille de Kupiškis
- 12 - 19 août : bataille de Semeniškiai - Pandėlys
- 20 août - 3 septembre : combats sur le Mēmele et la Daugava

Le 30 août 1915, le général Egon von Schmettow quitte le commandement de la division pour celui du corps de cavalerie Schmettow. Il est remplacé par Hermann Heidborn. 
- 5 - 8 septembre : Lojan, Daudzese (lv) et la Lauza (lv)
- 5 - 28 septembre : combats autour de Jēkabpils (division renforcée)
- À partir du 29 septembre : combats de position devant Jēkabpils

### 1916
Le 8 juillet 1916, le commandement de la 6e division est confié au général Georg Saenger.
- Jusqu'au 14 octobre : combats de position devant Jēkabpils
- Transport par V.F. vers le front de Roumanie avec la 9e armée
- 19 octobre - 9 novembre : combats sur le col de Vulcan
- 10 - 14 novembre : bataille de Sălaj
- 16 - 17 novembre : bataille du pont du Jiu (en)
- 18 - 23 novembre : combats de poursuite dans l'ouest de la Valachie
- 24 - 27 novembre : combats sur le bas Olt
- 28 - 30 novembre : combats de cavalerie entre l'Olt et l'Argeș
- 1er - 15 décembre : bataille de l'Argeș
- 4 - 8 décembre : combats de poursuite après la bataille de l'Argeș
- 6 décembre : entrée à Bucarest
- 9 - 20 décembre : combats de poursuite vers la Ialomița, la Prahova et le Buzău
- 21 - 27 décembre : Bataille du Râmnicu Sărat (ro)
- À partir du 28 décembre : combats de poursuite après la bataille du Râmnicu Sărat

### 1917
- Jusqu'au 3 janvier : combats de poursuite après la bataille du Râmnicu Sărat
- 4 - 8 janvier ; bataille de la Putna (en)
- 6 - 17 janvier : bataille de la Putna et du Siret
- 20 - 30 janvier : transport par V.F. vers le front de l'Ouest
- 15 février - 12 mai : réserve de l'OHL en Belgique occupée
- À partir du 12 mai : combats de position en Lorraine

### 1918
- Jusqu'au 30 avril : combats de position en Lorraine

## Division de cavalerie Schützen: composition

### Mai 1918
Au printemps 1918, la 6e division est dissoute et transformée en 6e division de cavalerie Schützen. Elle conserve le même commandant : Georg Saenger. Au 3 mai 1918, elle comprend les unités suivantes :
- 170e brigade d'infanterie de Landwehr
- 3e Kommando de cavalerie Schützen
  - 2e régiment de cuirassiers
  - 12e régiment de hussards
  - 9e régiment d'uhlans (de)
- 5e Kommando de cavalerie Schützen
  - 7e régiment de cuirassiers
  - 2e régiment de dragons (pl)
  - 3e régiment d'uhlans (pl)
- 45e Kommando de cavalerie Schützen
  - 13e régiment de hussards
  - 13e régiment de chasseurs à cheval
  - 7e régiment de dragons Schützen de réserve
  - 5e escadron/13e régiment d'uhlans
- 133e commandement d'artillerie
  - 11e régiment d'artillerie de campagne zbV. (pour affectation spéciale)
  - IVe détachement du 3e régiment d'artillerie de campagne
  - IVe et Ve détachements du 11e régiment d'artillerie de campagne
- 420e bataillon de pionniers
- 906e commandement de transmissions

## Historique

### 1918
- 1er mai - 5 juillet : combats de position en Haute-Alsace
- 5 juillet - 9 septembre : combats de position en Flandre
- 28 août - 4 septembre : combats devant Ypres et La Bassée
- 10 - 27 septembre : combats de repli entre Cambrai et Saint-Quentin
- 28 septembre - 17 octobre : combats de retraite en Flandre
- 10 - 24 octobre : combats d'arrière-garde entre l'Yser et la Lys
- 25 octobre - 1er novembre : bataille de la Lys
- 2 - 4 novembre : combats d'arrière-garde sur les deux rives de l'Escaut
- 11 novembre : armistice
- 12 novembre - 19 décembre : évacuation des territoires occupés et retour en Allemagne

La division est dissoute le 22 novembre 1919.

## Chefs de corps
| Grade           | Nom                | Date                           |
| --------------- | ------------------ | ------------------------------ |
| Generalleutnant | Egon von Schmettow | 2 août 1914 - 29 août 1915     |
| Generalleutnant | Hermann Heidborn   | 30 août 1915 - 7 juillet 1916  |
| Generalmajor    | Georg Saenger      | 8 juillet 1916 - 30 avril 1918 |